# Роса, Умберто
Умберто Хорхе Роса (исп. Humberto Jorge Rosa; 8 апреля 1932, Буэнос-Айрес, в некоторых источниках — Росарио — 8 сентября 2017, Падуя) — аргентинский и итальянский футболист, полузащитник. После завершения карьеры работал тренером.

## Карьера
Умберто Роса начал карьеру в клубе «Росарио Сентраль», где провёл 4 сезона, сыграв в 88 матчах и забив 9 голов. В 1954 году Роса переехал в Италию в клуб «Сампдория», но там он не смог закрепиться в основном составе, проведя лишь 48 встреч. Во время выступления за «Сампдорию», Роса также приобрёл итальянское гражданство, будучи потомком выходцев и этой страны. В 1956 году Умберто стал игроком «Падовы». Полузащитник удачно попал в самый удачный период в истории клуба: под руководством Нерео Рокко и ведомая Ивано Блазоном, Серджо Бригенти и Куртом Хамрином показывала отличные результаты, апофеозом которых стало 3 место в сезоне 1957/58. В 1961 году Роса ушёл в «Ювентус», который видел в полузащитнике замену Джампьеро Бониперти Но клуб, переживавший кризис, занял 13 место. А футболист, который даже не стал «твёрдым» игроком стартового состава, покинул Турин. Завершил футбольную карьеру Умберто в «Наполи» в возрасте 32 лет.
В 1966 году Роса заменил Серафино Монтанари на посту главного тренера «Падовы». С ним во главе клуб долгое время был крепким середняком серии B и в 1967 году вышел в финал Кубка Италии, где проиграл со счётом 0:1 «Милану». Затем он тренировал клуб серии D, «Сан-Дона», потом «Сиракузы», «Латину» и «Удинезе». Позже он тренировал ещё несколько команд, но успехов там не добился.